# De Keyser (familie)
De familie de Keyser was een notabele familie uit de regio van Gent en Aalst, waarvan een lid op het einde van de negentiende eeuw in de Belgische adel werd opgenomen.

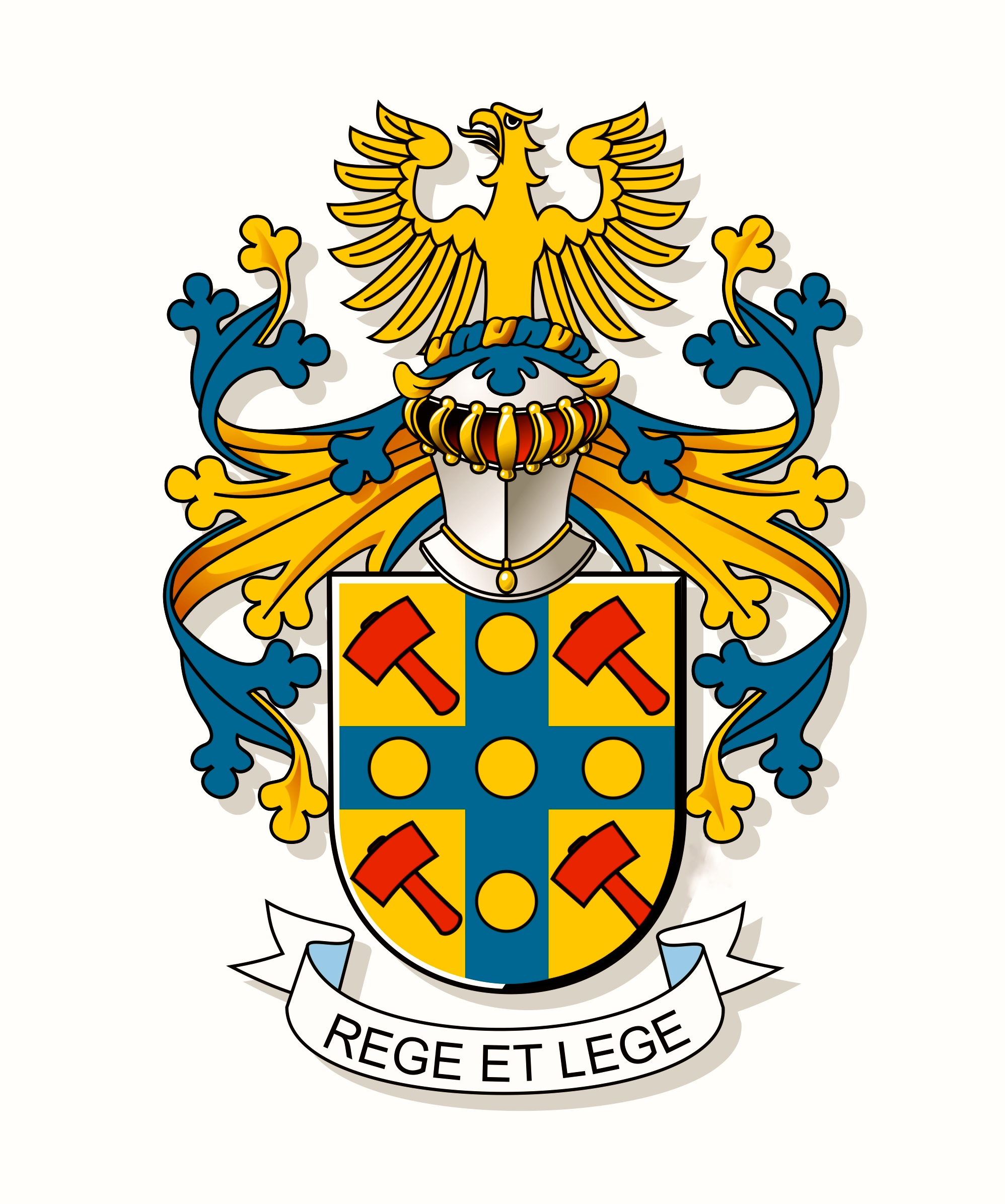
Wapen de Keyser

## Lieven de Keyser
Liévin François de Keyser (1761-1831) was advocaat in Aalst. In 1793 werd hij in een hevige machtsstrijd gewikkeld. Tijdens de laatste periode van de Oostenrijkse Nederlanden werd hij in december 1793 voorgedragen door de leden van het hoofdcollege van de kasselrij van het Land van Aalst, voor het ambt van griffier en pensionaris van hun rechtsgebied. Hij moest het echter afleggen tegen advocaat Jean-Benoît Vermandele (1756-1825), die gesteund werd door de magistraat van Aalst, waar hij griffier-pensionaris was. Door de tegenkanting die hij ondervond nam Vermandele echter al na een paar maanden ontslag, en de Keyser werd dan toch benoemd.
Hij was ondertussen in mei 1793 ingeschreven als poorter van Gent, om schepen te kunnen worden van de heerlijkheid Sint-Pieters. Hij bleef als advocaat werkzaam in Gent, tot in 1803. Onder het Verenigd Koninkrijk der Nederlanden was hij gemeenteraadslid van Gent (1822-1830) en lid van de Provinciale Staten van Oost-Vlaanderen (1825-1827).

## Adel
Op 10 maart 1890, twee jaar voor zijn dood, verkreeg Jean-Albert de Keyser, doctor in de rechten, erfelijke adeldom. Hij was een zoon van Lievin de Keyser (hierboven) en van Marie-Caroline Vermeerre (1765-1841). Hij nam als wapenspreuk Rege et lege (Voor de koning en voor de wet).
Hij trouwde in 1829 met Chantalle Hamelinck (1812-1866) en ze kregen twee dochters, Anaïs en Emma, en twee zoons, Oscar en Edgard de Keyser. Oscar had een enige dochter en Edgard had een zoon, Fernand, en een dochter.
De zoon van Fernand, Edouard, was de laatste adellijke De Keyser in deze familie.

## Nakomelingen van Jean-Albert de Keyser
- Jean-Albert de Keyser (1798-1892) x Chantalle Hamelinck (1812-1886)
  - Anaïs de Keyser (1830-1903) x Alfred le Bas de Courmont (1824-1860), x2) Evariste Cardon de Lichtbuer (1836-1906)
  - Emma de Keyser (1835-1901) x Edmond van Hoobrouck ten Hulle (1830-1902)
  - Oscar de Keyser (1836-1868) x Hélène Coget (1841-1867)
    - Madeleine de Keyser (1866-1936) x baron Ferdinand Fallon (1861-1926)

  - Edgard de Keyser (1841-1917) x Maria-Mathilde de Burbure de Wesembeek (1845-1929)
    - Fernand de Keyser (1872-1914) x Marie de Pelichy (1869-1950)
      - Geneviève de Keyser (1896-1931)
      - Jean de Keyser (1897-1925) x Anne-Marie Chirac (1900-1967)
        - Andrée de Keyser (1921-) x Louis Guibal La Conquié  (1920-20)
        - Georgette de Keyser (1924-) x Charles Gérard (1921-2013)

      - Albert de Keyser (1899-1967) 
        - Chantal de Keyser (1938- )

      - Christian de Keyser (1902-1930)
      - Edouard de Keyser (1908-1977) x Yvonne Van Damme (1912-2006)

    - Jeanne de Keyser (1873-1963) x Joseph Morel de Westgaver (1868-1934)

De adellijke familie is met de dood van de laatste mannelijke naamdrager, Edouard de Keyser, uitgedoofd.

## Kastelen
De naam de Keyser is verbonden aan twee kastelen in Destelbergen:
- Kasteel Walbos, gebouwd door Edgard de Keyser.
- Kasteel Fallon-de Keyser, gebouwd door de schoonzoon Ferdinand Fallon en de enige dochter van Oscar de Keyser, Madeleine.

Beide kastelen zijn privébezit.